# Shiribetsu-gawa
Le fleuve Shiribetsu (尻別川, Shiribetsu-gawa) est un fleuve de 126 km de long s'écoulant dans l'île de Hokkaidō au Japon.